# Henry Smith (Politiker, 1838)
Henry Smith (* 22. Juli 1838 in Baltimore, Maryland; † 16. September 1916 in Milwaukee, Wisconsin) war ein US-amerikanischer Politiker. Von 1887 bis 1889 vertrat er den Bundesstaat Wisconsin im US-Repräsentantenhaus.

## Werdegang
Henry Smith zog mit seinen Eltern zunächst nach Massillon in Ohio und dann im Jahr 1844 nach Milwaukee. Dort besuchte er die öffentlichen Schulen. Danach arbeitete er als Maschinenschlosser. Gleichzeitig begann er eine politische Laufbahn als Mitglied der kurzlebigen Labor Party. Zwischen 1868 und 1872 saß er im Stadtrat von Milwaukee. Im Jahr 1878 wurde er in die Wisconsin State Assembly gewählt. Von 1880 bis 1887 war er noch zweimal im Stadtrat von Milwaukee. Zwischen 1882 und 1884 fungierte er als Stadtkämmerer (City Comptroller).
Bei den Kongresswahlen des Jahres 1886 wurde Smith im vierten Wahlbezirk von Wisconsin in das US-Repräsentantenhaus in Washington, D.C. gewählt, wo er am 4. März 1887 die Nachfolge von Isaac W. Van Schaick antrat, der nicht mehr kandidiert hatte. Da er bei den Wahlen des Jahres 1888 gegen Van Schaick verlor, konnte er bis zum 3. März 1889 nur eine Legislaturperiode im Kongress absolvieren. Nach seinem Ausscheiden aus dem US-Repräsentantenhaus arbeitete Smith als Architekt und Bauherr. Im Jahr 1898 wurde er erneut in den Stadtrat von Milwaukee gewählt. Er blieb bis zu seinem Tod am 16. September 1916 Mitglied dieses Gremiums.